# 程應龍
程應龍（1574年—？），字君翼，號台任，福建漳州府龙溪县軍籍，海澄县人，明朝政治人物、進士出身。

## 生平
萬曆三十一年（1604年）癸卯科福建乡试举人，萬曆三十五年（1607年）丁未科進士，礼部觀政，三十八年授户部主事，本年苏松監兑，四十年升员外，通州管仓，升郎中，四十一年升临江知府，四十六年升江西副使，四十七年考察。

## 家族
曾祖程景宣。祖父程國元。父程銘。永感下。兄應麟、應鳳、應蛟。弟應鸞。